# Xu Anqi
Xu Anqi (chinês tradicional: 许安琪, pinyin: Xǔ Ānqí; 23 de janeiro de 1992) é uma esgrimista chinesa que atua na categoria espada.

## Carreira

### Londres 2012
Foi medalhista de ouro por equipes em Londres 2012,

### Rio 2016
Ela disputou Olimpíadas de 2016, na espada por equipes. Conquistou a medalha de prata na espada por equipes ao lado de Sun Yiwen, Sun Yujie e Hao Jialu.